# Chomatophilus leonensis
Chomatophilus leonensis är en mångfotingart som först beskrevs av Chamberlin 1941.  Chomatophilus leonensis ingår i släktet Chomatophilus och familjen storjordkrypare. Inga underarter finns listade i Catalogue of Life.